# Suzanne Lacore
 (novembre 2013).
Marie Suzanne Lacore dite Suzanne Lacore, née le 30 mai 1875 au hameau du Glandier sur la commune de Beyssac (Corrèze) et morte le 6 novembre 1975 à Milhac-d'Auberoche (Dordogne), est une femme politique socialiste française. Elle est l'une des trois premières femmes à faire partie d'un gouvernement français, en 1936.

## Biographie

### Enfance et éducation
Sa mère, devenue veuve en 1882, déménage avec ses six enfants à Ajat en Dordogne et se remarie en 1886 avec Paul Laganne, propriétaire foncier et négociant. De cette nouvelle union, naissent trois enfants. Au sein de cette famille recomposée et agrandie, Paul Laganne, adjoint puis maire d'Ajat, est soucieux d'offrir à ses enfants une instruction solide. Suzanne fut inscrite, dès 1887, dans un pensionnat dirigé par des religieuses où l'on préparait les jeunes filles au brevet élémentaire. Elle passa ensuite avec succès l'examen d'entrée à l'École normale d'institutrices où, au terme de trois ans d'études (1891-1894), elle obtint le brevet supérieur.

### Carrière

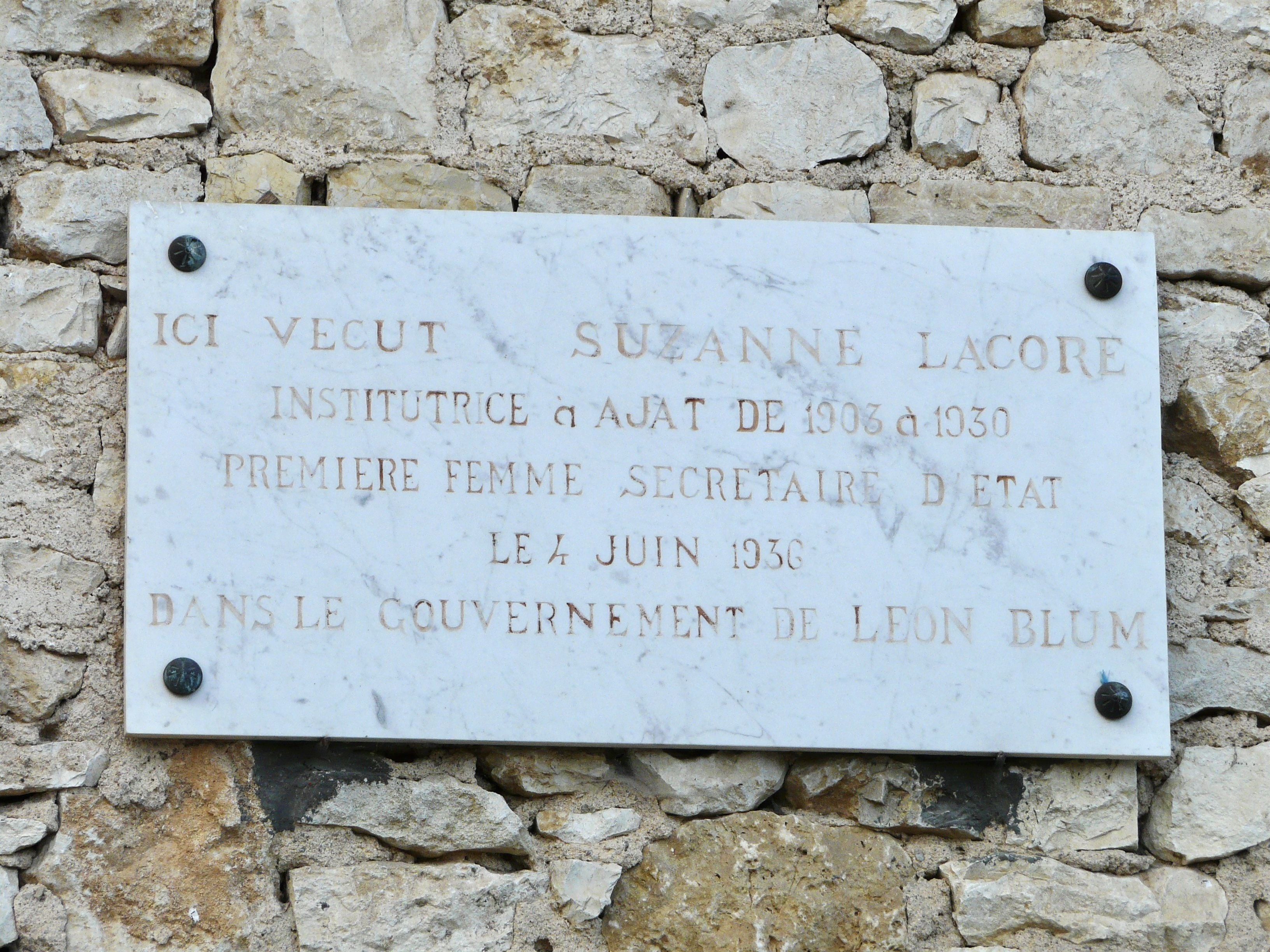
Plaque sur la maison d'Ajat où a vécu Suzanne Lacore.

Suzanne Lacore est institutrice en Dordogne à partir de 1894 puis directrice d'école jusqu'à sa retraite en 1930 (d'abord stagiaire à Thenon de 1894 à 1900, ensuite titulaire de 1900 à 1903 à Fossemagne, puis à Ajat de 1903 à 1930), menant son activité politique en parallèle avec sa carrière d'enseignante.
En 1906, en entrant à la Section française de l'Internationale ouvrière (SFIO), elle devient une socialiste militante. À cette époque, elle est la seule femme en Dordogne inscrite au Parti socialiste. À partir de 1906, elle écrit des articles pour des journaux locaux, régionaux et nationaux et, notamment, de 1906 à 1914, sous le pseudonyme de Suzon, des articles très engagés contre le régime capitaliste et pour la révolution sociale, bien dans la mouvance guesdiste à laquelle elle appartient.

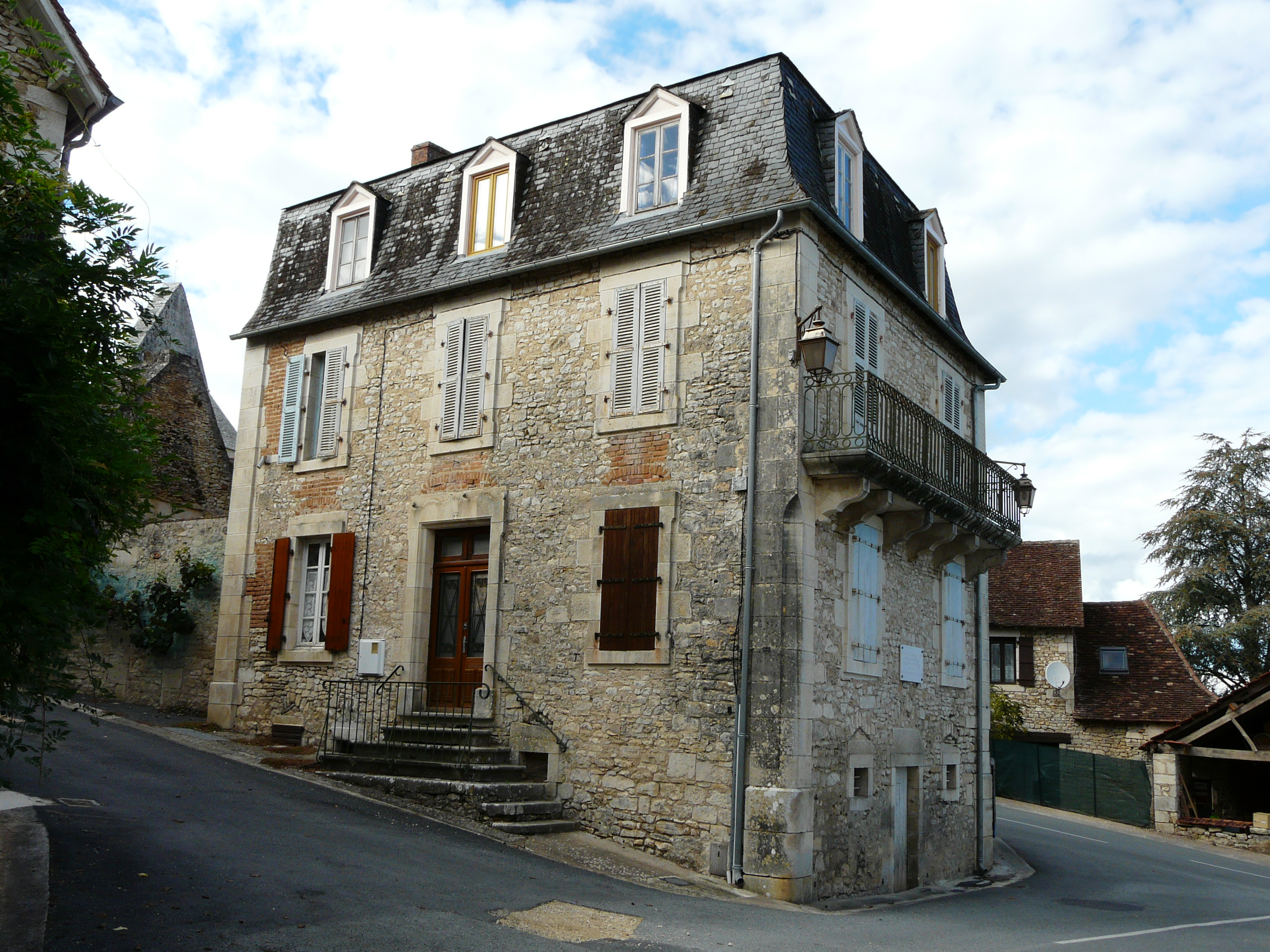
Maison d'Ajat où a vécu Suzanne Lacore.

Après la scission de Tours (décembre 1920), elle reste fidèle à la SFIO et fait progressivement la synthèse entre le socialisme dogmatique de Jules Guesde et celui, plus humaniste, de Jean Jaurès. Elle s'attache à reconstruire le parti en s'occupant, entre autres, de la question féminine, participant en 1931 à la création du Comité national des femmes socialistes (CNFS), dont elle est l'une des figures marquantes.
Le 4 juin 1936, elle devient l'une des trois femmes ministres du gouvernement de Front populaire avec Cécile Brunschvicg et Irène Joliot-Curie,, à une époque où les femmes ne pouvaient ni voter, ni être élues. Dans un premier temps, elle décline l'offre mais Léon Blum lui répond : « Vous n'aurez pas à diriger mais à animer. Vous aurez à être là, car votre présence seule signifie beaucoup de choses ». Elle est donc nommée sous-secrétaire d'État chargée de la Protection de l'enfance dans le premier gouvernement de Léon Blum, sous la tutelle de Henri Sellier et choisit la réformatrice Alice Jouenne pour cheffe de cabinet. Suzanne Lacore exerça cette fonction jusqu'au 21 juin 1937.
Durant son mandat ministériel, outre une réforme de l'Assistance publique, Suzanne Lacore conçoit un vaste ensemble de mesures relatives aux enfants déficients, aux enfants défavorisés et aux loisirs. Elle institue les « visiteuses sociales » et crée des sessions de formation destinées aux jeunes travailleuses. Elle fait aussi prendre des mesures de soutien en faveur des enfants abandonnés.
Par la suite, Suzanne Lacore continue à publier des brochures, à rédiger des articles pour les journaux et à prononcer des discours. Elle y met, en particulier, l'accent sur les bienfaits exercés par l'École maternelle, démontrant pourquoi il importe qu'un enfant reçoive une éducation dès son plus jeune âge. À la fin de sa vie, l'Enfant devient sa préoccupation essentielle. Elle lui consacre son dernier livre, Enfance d'abord !, qu'elle publie à l'âge de 85 ans.
Elle meurt centenaire le 6 novembre 1975 à Milhac-d'Auberoche, en Dordogne.

## Engagements
Suzanne Lacore consacre toute sa vie à défendre, entre autres, les droits des femmes et des enfants. Elle expose ses idées socialistes dans ses discours, ses articles de presse et dans plusieurs livres (voir ci-dessous).
Concernant l'égalité entre les femmes et les hommes, Suzanne Lacore n'est pas une féministe au sens habituel du terme. Elle défend plutôt le mouvement socialiste féminin, l'éducation féminine, pensant que l'émancipation de la femme passe par l'émancipation du prolétariat tout entier. C'est ainsi qu'elle écrit : « Dans notre esprit, la libération des femmes reste dépendante de la solution révolutionnaire qui émancipera le prolétariat ouvrier » et : « L'infériorité des femmes est une notion inventée par les hommes ; elle n'est pas l'écho d'une loi naturelle. »
Dans le domaine de la protection de l'enfance, ses efforts, en vue d'améliorer la prise en charge des jeunes délinquants, ont préparé la voie à l'abolition, en 1945, des maisons de correction, institutions où les enfants et adolescents étaient maltraités. Elle avait coutume de dire : « L'enfant n'est pas coupable. Est coupable la société qui n'a pas donné à l'enfant — souvent maltraité — l'aide qui lui est nécessaire. »
Sur les causes des guerres, à ses débuts, son analyse typiquement marxiste (ou guesdiste) l'amène à déclarer que « la guerre est le résultat inévitable de l'organisation capitaliste ». À partir de 1915, elle a légèrement révisé sa position, disant que « le fait économique » — qu'elle croyait prépondérant — « est susceptible de subir la marque des forces que sont les idées, les sentiments, les passions et les instincts humains. » Lors des deux guerres, son pacifisme, son internationalisme ont cédé — temporairement — la place à la solidarité nationale et à la défense de la patrie. En particulier, pendant la Première Guerre mondiale, rejetant le pacifisme de certains de ses amis socialistes, elle s'engagea en faveur du patriotisme, appelant même à mener la guerre « jusqu'au bout » contre l'Allemagne.

## Publications

### Brochures
- Socialisme et féminisme, Paris, éditions de l'Équité, 1914.
- Le Rôle de l'institutrice, Cahors, éditions de la Fédération féministe du Sud-Ouest, 1919.
- Femmes socialistes, Paris, éditions de la SFIO, 1932.
- La Femme dans l'agriculture, Cahiers des « Amis de Jacquou le Croquant », Paris, 1938.
- L'Émancipation de la Femme, Paris et Limoges, éditions de la Perfrac, Les Cahiers de la Démocratie, 1945.
- Espoir et lutte, Périgueux, Éditions Fanlac, Cahiers d'éducation socialiste féminine, 1951.
- Enfance d’abord ! (préface de Guy Mollet), Périgueux, éditions Fanlac, 1960.

### Journaux dans lesquels elle a publié des articles (liste non exhaustive)
- Le Travailleur du Périgord, 1906-1907.
- L'Équité, 1913-1914.
- Le Populaire du Périgord, 1930-1932.
- Le Travailleur du Centre, 1908-1914.
- Le Populaire du Centre, 1908-1914.
- Le Combat social, 1925-1926.
- Le Populaire de Paris, 1927-1931.
- La Voix socialiste, 1934-1939 et 1944-1947.
- La Tribune des Femmes socialistes, 1936-1939 (rubrique Travail féminin).
- Le Vétéran socialiste, 1949-1963.

## Hommages
Des voies publiques, des institutions et des bâtiments portent le nom de Suzanne Lacore :
- Rue Suzanne-Lacore : Bassens, Carbon-Blanc, Cugnaux, Cuincy, Hirson, La Courneuve,  Portet-sur-Garonne, Saint-Dizier, Saint-Nazaire.
- Allée Suzanne-Lacore : Antony (Hauts-de-Seine), Ifs (Calvados).
- Place Suzanne-Lacore : Lormont (Gironde).
- Square Suzanne-Lacore : Clermont-Ferrand (Puy-de-Dôme).
- Collège Suzanne-Lacore : Paris 19e, Thenon (Dordogne).
- Crèche Suzanne-Lacore : Outreau (Pas-de-Calais).
- École primaire Suzanne-Lacore :Saint-André-de-Cubzac (Gironde), Saint-Denis (Seine-Saint-Denis), Saint-Jacques-de-la-Lande (Ille-et-Vilaine).
- École maternelle Suzanne-Lacore : Alfortville (Val-de-Marne), Blagnac (Haute-Garonne), Coutras (Gironde), Le Pré-Saint-Gervais (Seine-Saint-Denis), Lille (Nord), Lorient (Morbihan), Lormont (Gironde), Margny-lès-Compiègne (Oise), Sète (Hérault), Terrasson-Lavilledieu (Dordogne), Vendin-le-Vieil (Pas de Calais).
- Résidence sociale Suzanne-Lacore : Paris 3e.
- Résidence Suzanne-Lacore : Sotteville-lès-Rouen (Seine-Maritime).
- Résidence habitat jeunes Suzanne-Lacore : Blanquefort (Gironde).

Parmi les événements organisés par la ville de Périgueux dans le cadre du mois des droits des femmes en mars 2021, une visioconférence est consacrée à des Périgordines engagées telles que Suzanne Lacore.